# Vernonia amygdalina
La vernonia amarga (Vernonia amygdalina) es un pequeño arbusto que crece en el África tropical y es de la familia de las asteráceas. Generalmente crece a una altura de 2–5 m, y sus hojas son elípticas y miden hasta 20 cm de largo, y su corteza es áspera. Se usa como especia en las comidas. En Occidente se le llama comúnmente «hoja amarga», por su sabor amargo. Algunos nombres comunes para esta planta en África incluyen grawa (amhárico), ewuro (yoruba), etidot (ibibio), onugbu (igbo), ityuna (tiv), oriwo (edo), awɔnwono (akán), chusar-doki (hausa), mululuza (luganda) , labwori (acholi), olusia (luo) y ndoleh (en Camerún).

## Usos

### Alimentario
Las hojas cocidas son un vegetal básico en muchas sopas y guisos de diversas gastronomías de África Occidental y Ecuatorial. Un ejemplo es el plato camerunés llamado ndolé.

### Medicinal
Los tongúes usan brebajes fríos de esta planta como tratamiento para la malaria, los parásitos intestinales, diarrea y malestar estomacal. Para numerosos grupos étnicos africanos, una mezcla de esta planta también es un tratamiento prescrito para la fiebre palúdica, la esquistosomiasis, la disentería amebiana y otros parásitos intestinales y dolores del estómago.

### Otro
En Nigeria, las ramas y tallos de esta planta se usan como palo para mascar para la higiene dental, como un miswak, y los tallos se usan en Uganda para hacer jabón. En Ghana, las hojas (jóvenes mejor que viejas) son usadas por su potente actividad antidiabética y antiinflamatoria, que han sido demostradas en experimentos con animales.

## Zoofarmacología
Se ha observado a individuos chimpancés ingiriendo hojas de vernonia amarga cuando sufren infecciones parasitarias.